# Списак генерала и адмирала ЈНА: М
Списак генерала и адмирала Југословенске народне армије (ЈНА) чије презиме почиње на слово М, за остале генерале и адмирале погледајте Списак генерала и адмирала ЈНА.
- Цвијо Мазалица (1917—1988) генерал-мајор. Активна служба у ЈНА му је престала 1973. године. Народни херој.
- Младенко Максимовић (1932) генерал-потпуковник.[б]
- Владимир Малбашић (1919—1982) контра-адмирал. Активна служба у ЈНА му је престала 1964. године.
- Јожеф Малнарич (1917—1992) генерал-потпуковник. Активна служба у ЈНА му је престала 1975. године.
- Петар Маљковић (1919) генерал-мајор. Активна служба у ЈНА му је престала 1965. године.
- Богдан Мамула (1918—2002) генерал-потпуковник. Активна служба у ЈНА му је престала 1976. године. Народни херој.
- Бранко Мамула (1921—2021) адмирал-флоте. Активна служба у ЈНА му је престала 1988. године.[в]
- Јован Манасијевић (1921) генерал-мајор. Активна служба у ЈНА му је престала 1973. године.
- Никола Мандарић (1934—2021) генерал-потпуковник.[г]
- Глигорије Мандић (1912—1994) генерал-потпуковник. Активна служба у ЈНА му је престала 1962. године. Народни херој.
- Миле Мандић (1926—2002) генерал-потпуковник.
- Мирко Мандић (1928-2002) генерал-мајор. Активна служба у ЈНА му је престала 1987. године.
- Милош Манојловић (1917) генерал-потпуковник. Активна служба у ЈНА му је престала 1972. године.
- Срећко Манола (1914—1979) генерал-пуковник. Активна служба у ЈНА му је престала 1974. године. Народни херој.
- Стево Маодуш (1917—2007) генерал-потпуковник. Активна служба у ЈНА му је престала 1975. године.
- Ђорђе Маран (1920—1985) генерал-мајор. Активна служба у ЈНА му је престала 1976. године.
- Славко Маричевић (1926—2015) генерал-потпуковник.
- Момчило Маријанац (1928—1981) генерал-мајор.
- Младен Марин (1920—1987) генерал-пуковник. Активна служба у ЈНА му је престала 1980. године.
- Мирко Маринковић (1936) генерал-мајор.[д]
- Вељко Мариновић (1915—1998) генерал-мајор. Активна служба у ЈНА му је престала 1970. године.
- Тоне Маринчек (1916—1975) генерал-мајор. Активна служба у ЈНА му је престала 1967. године.
- Драго Марић (1922) генерал-мајор. Активна служба у ЈНА му је престала 1974. године.
- Владимир Маричић (1920) генерал-мајор. Активна служба у ЈНА му је престала 1976. године.
- Драгиша Маричић (1933—1982) генерал-мајор.
- Рајко Маричић (1926—2002) генерал-мајор. Активна служба у ЈНА му је престала 1984. године.
- Микан Марјановић (1920—1989) генерал-мајор. Активна служба у ЈНА му је престала 1967. године. Народни херој.
- Блажо Марковић (1920) генерал-мајор. Активна служба у ЈНА му је престала 1976. године.
- Ратко Мартиновић (1915—1994) генерал-потпуковник. Активна служба у ЈНА му је престала 1958. године.
- Младен Марушић (1923—2009) вице-адмирал. Активна служба у ЈНА престала му је 1981. године.
- Анте Марчић (1919—1977) контра-адмирал. Активна служба у ЈНА му је престала 1970. године.
- Карел Марчић (1891—1972) генерал-потпуковник. Активна служба у ЈНА му је престала 1953. године.
- Рајко Маричић (1926) генерал-мајор. Активна служба у ЈНА му је престала 1984. године.
- Бранислав Мастиловић (1928—1992) контра-адмирал. Активна служба у ЈНА му је престала 1987. године.
- Владимир Матетић (1911—1994) генерал-пуковник. Активна служба у ЈНА му је престала 1971. године.
- Саво Матијашевић (1922—1978) генерал-мајор.
- Ђуро Матић (1915) генерал-потпуковник. Активна служба у ЈНА му је престала 1973. године.
- Милутин Матић (1922) генерал-потпуковник. Активна служба у ЈНА му је престала 1980. године.
- Петар Матић Дуле (1920—2024) генерал-пуковник. Активна служба у ЈНА му је престала 1980. године.
- Мирко Матковић (1915—2012) генерал-мајор. Активна служба у ЈНА му је престала 1964. године. Народни херој.
- Јован Матовић (1928—2012) генерал-потпуковник. Активна служба у ЈНА му је престала 1989. године.
- Ристо Матовић (1939—2003) генерал-мајор.[ђ]
- Мартин Матошевић (1932—2023) контра-адмирал. Активна служба у ЈНА му је престала 1990. године.
- Бенко Матулић (1914—1976) вице-адмирал. Активна служба у ЈНА му је престала 1972. године.
- Фјодор Махин (1882—1945) генерал-потпуковник.
- Адолф Медвешчек (1911—1987) санитетски генерал-мајор.
- Слободан Мечанин санитетски генерал-мајор.
- Ернест Мезга (1924) генерал-мајор. Активна служба у ЈНА му је престала 1980. године.
- Александар Мезић (1910—1973) санитетски генерал-мајор. Активна служба у ЈНА му је престала 1970. године.
- Петар Мендаш (1919—2003) генерал-потпуковник. Активна служба у ЈНА му је престала 1977. године.
- Душан Мерзел (1938) генерал-мајор.[е]
- Јоже Мерлак (1917—1970), генерал-мајор.
- Ђуро Мештеровић (1908—1990) санитетски генерал-пуковник. Активна служба у ЈНА му је престала 1968. године.
- Симо Микашиновић (1918) генерал-потпуковник. Активна служба у ЈНА му је престала 1976. године.
- Војислав Микић (1927) генерал-мајор авијације.
- Слободан Микић (1935—2021) генерал-мајор.[ж]
- Вељко Миладиновић (1921—1997) генерал-потпуковник. Активна служба у ЈНА му је престала 1979. године.
- Душан Милановић (1923) генерал-мајор. Активна служба у ЈНА му је престала 1979. године.
- Раде Милановић (1920) генерал-мајор. Активна служба у ЈНА му је престала 1976. године.
- Боривоје Миленковић (1927) генерал-потпуковник.
- Добросав Миленковић (1874—1973), генерал-потпуковник.[з]
- Жарко Милићевић (1925) генерал-мајор.
- Боривој Милићевић (1915) генерал-мајор. Активна служба у ЈНА му је престала 1968. године.
- Ратко Милићевић (1935—2004) генерал-мајор.[и]
- Ивица Миличевић (1918—1997) генерал-мајор. Активна служба у ЈНА му је престала 1974. године.
- Стојан Милновић (1915) генерал-мајор. Активна служба у ЈНА му је престала 1968. године.
- Милоје Милојевић (1912—1984) генерал-пуковник. Активна служба у ЈНА му је престала 1966. године. Народни херој.
- Лазар Милосављевић (1884—1967) генерал-потпуковник. Активна служба у ЈА му је престала 1946. године.[ј]
- Милисав Милосављевић (1887—1962) санитетски генерал-мајор. Активна служба у ЈА му је престала 1946. године.[к]
- Иван Милчетић (1917) генерал-мајор. Активна служба у ЈНА му је престала 1971. године.
- Крсман Милошевић (1938) генерал-мајор.[л]
- Тихомир Милошевски (1915—1984) генерал-мајор. Активна служба у ЈНА му је престала 1962. године. Народни херој.
- Саво Миљановић (1920—1972) генерал-мајор.
- Миланчић Миљевић (1909—1983) генерал-мајор. Активна служба у ЈНА му је престала 1963. године. Народни херој.
- Јоцо Миљковић (1920—1984) генерал-мајор. Активна служба у ЈНА му је престала 1969. године. Народни херој.
- Митар Минић (1918—1989) генерал-мајор. Активна служба у ЈНА му је престала 1970. године. Народни херој.
- Ђорђе Миражић (1935—2020) генерал-потпуковник. Активна служба у ЈНА му је престала 1991. године.
- Ђоко Мирашевић (1896—1986) генерал-мајор. Активна служба у ЈА престала му је 1948. године.
- Стеван Мирковић (1927—2015) генерал-пуковник.Активна служба у ЈНА му је престала 1989. године.[љ]
- Мирко Миртић (1929) генерал-потпуковник.
- Живан Мирчетић (1938—2015) генерал-потпуковник.[м]
- Јован Митић Ђорђе (1920—1978) генерал-потпуковник. Народни херој.
- Богосав Митровић Шумар (1917—1993) генерал-мајор. Активна служба у ЈНА му је престала 1965. године.
- Гојко Мићовић (1932—2008) генерал-мајор. Активна служба у ЈНА му је престала 1991. године.
- Кирил Михајловски (1916—1991) генерал-мајор. Активна служба у ЈНА му је престала 1965. године. Народни херој.
- Ламбе Михајловски (1924—2006) генерал-потпуковник.
- Станко Михалић (1926—1998) генерал-потпуковник.
- Спасоје Мичић (1921—1985) генерал-потпуковник. Активна служба у ЈНА му је престала 1968. године. Народни херој.
- Владимир Мишица (1916—1991) генерал-мајор. Активна служба у ЈНА му је престала 1965. године.
- Иван Мишковић (1920) генерал-пуковник. Активна служба у ЈНА му је престала 1980. године.
- Милован Мишевић (1926—2011) генерал-мајор.
- Милорад Мишчевић (1921) генерал-потпуковник. Активна служба у ЈНА му је престала 1979. године.
- Никола Младенић (1934) генерал-мајор.[н]
- Ратко Младић (1943) генерал-потпуковник.[њ]
- Миладин Мојсиловић (1936) генерал-мајор.[о]
- Ангел Мојсовски (1923—2001) генерал-потпуковник. Активна служба у ЈНА му је престала 1979. године. Народни херој.
- Драгољуб Моравчић (1922—1988) генерал-потпуковник. Активна служба у ЈНА му је престала 1980. године.
- Милутин Морача (1914—2003) генерал-пуковник. Активна служба у ЈНА му је престала 1963. године. Народни херој.
- Маријан Морељ (1916—1972) санитетски генерал-мајор.
- Фридрих Морети (1932—2024) вице-адмирал. Активна служба у ЈНА му је престала 1991. године.
- Љубомир Мраовић (1925) контра-адмирал. Активна служба у ЈНА престала му је 1981. године.
- Милорад Мрдаковић (1926) контра-адмирал. Активна служба у ЈНА му је престала 1977. године.
- Раде Мрвош (1917—1986) контра-адмирал. Активна служба у ЈНА му је престала 1969. године.
- Омер Мрган (1920—1980) генерал-мајор. Активна служба у ЈНА му је престала 1975. године.
- Миле Мркшић (1947—2015) генерал-мајор.[п]
- Илија Мугоша (1918—2011) генерал-потпуковник. Активна служба у ЈНА му је престала 1976. године.
- Мујо Мујкић (1926—1992) генерал-пуковник.
- Рудолф Муси (1919—1970) генерал-мајор.
- Зуфер Мусић (1911—1967) генерал-мајор.
- Захид Мутавелић (1925) морнаричкотехнички генерал-мајор. Активна служба у ЈНА престала му је 1985. године.